# Jean V d'Arpajon
Pour les articles homonymes, voir Jean V.
Jean V d'Arpajon, baron d'Arpajon et de Séverac, est né vers 1570 et mort en 1634 à Calmont de Plantcatge (Aveyron) est le fils du baron huguenot Charles d'Arpajon (†1579) et de Françoise de Montal. Il épousa le 29 juillet 1589 Jacquette (ou Jaquette) de Castelnau de Clermont-Lodève (vers 1569-1634), fille de Guy de Castelnau-Caylus, sénéchal de Toulouse, dont  il eut sept enfants:
- Louis d'Arpajon († 1679), duc et pair de France
- Henri d'Arpajon, baron de Caumont
- Jean d'Arpajon (†1677), reçu chevalier de l'ordre de Saint-Jean de Jérusalem en 1604, grand commandeur (1664), prieur de Saint-Gilles (1664-1677)[2]
- Alexandre d'Arpajon, chevalier de l'ordre de Saint-Jean de Jérusalem
- Aldonce d'Arpajon (†1673), abbesse de Millau en 1619,
- Louise d'Arpajon, qui épousa en 1623 Hugues de Loubens, baron de Verdalle
- Rose d'Arpajon, mariée à son cousin Charles d'Arpajon, baron de Broquières

Il abjura le calvinisme et fut sénéchal et gouverneur du Rouergue de 1592 à 1596. Son fils, Louis d'Arpajon, obtiendra l'élévation de la terre d'Arpajon en duché-pairie.

## Source
- Louis Moréri, Le grand dictionaire historique, ou mélange curieux de l'histoire sacrée ..., vol. I, Lyon, 1674